# Клузенштайн
Клузенштайн — замок в Хемере, Германия. Располагается на 60-метровой скале над долиной реки Хённе. Замок был построен в 1353 году как пограничное укрепление графства Марк. 

## История
Замок был построен в 1353 году Герхардом, членом дворянской семьи Плеттенберг. 
Замок был образован в целях укрепления границы графства Марк с епископским государством Кёльн и графством Арнсберг. Все три границы проходили через  реку Хённе, на берегу которой и находился замок. В 1366 году, во время вражды между графом Энгельбертом и Готфридом IV из Арнсберга, замок Клузенштайн был осажден, но не разрушен. 
Когда последний граф Арнсберга, Готфрид IV, продал графство главе Кёльнской митрополии, замок потерял свое первоначальное назначение. В дальнейшем, вплоть до семнадцатого века, замком Клузенштайн владела семья Вермингхаузен. Во время тридцатилетней войны, замок был под контролем шведских и гессенских войск. В 1695 году семья Брабек купила замок и продала его в 1812 году семье Лоббек. В 1904 году замок был продан горнозаводской компании Hoesch, а теперь принадлежит компании Rheinkalk. 
В 2003-м году, в честь 650-летия, замок и прилегающие к нему строения были отремонтированы.

## Этимология
Истинное происхождение названия замка доподлинно неизвестно. 

## Расположение
Замок расположен на 60-метровой скале над долиной реки Хённе, в самой узкой её части. В нижней части скалы находится небольшая пещера длиной в 51 метр. Долгое время ходили легенды о секретном пути побега из замка и в 2003 году под восточной частью замка, разрушенной в 1840 году, был найден вход в пещеру.
Около замка находится мельница, не являющаяся его частью. В 1912 году возле замка была построена междугородняя железная дорога.